# Urakami
Urakami (浦上) est un ancien village devenu quartier nord de la ville de Nagasaki au Japon, situé sur la rive gauche de la rivière homonyme (Urakami-gawa).  

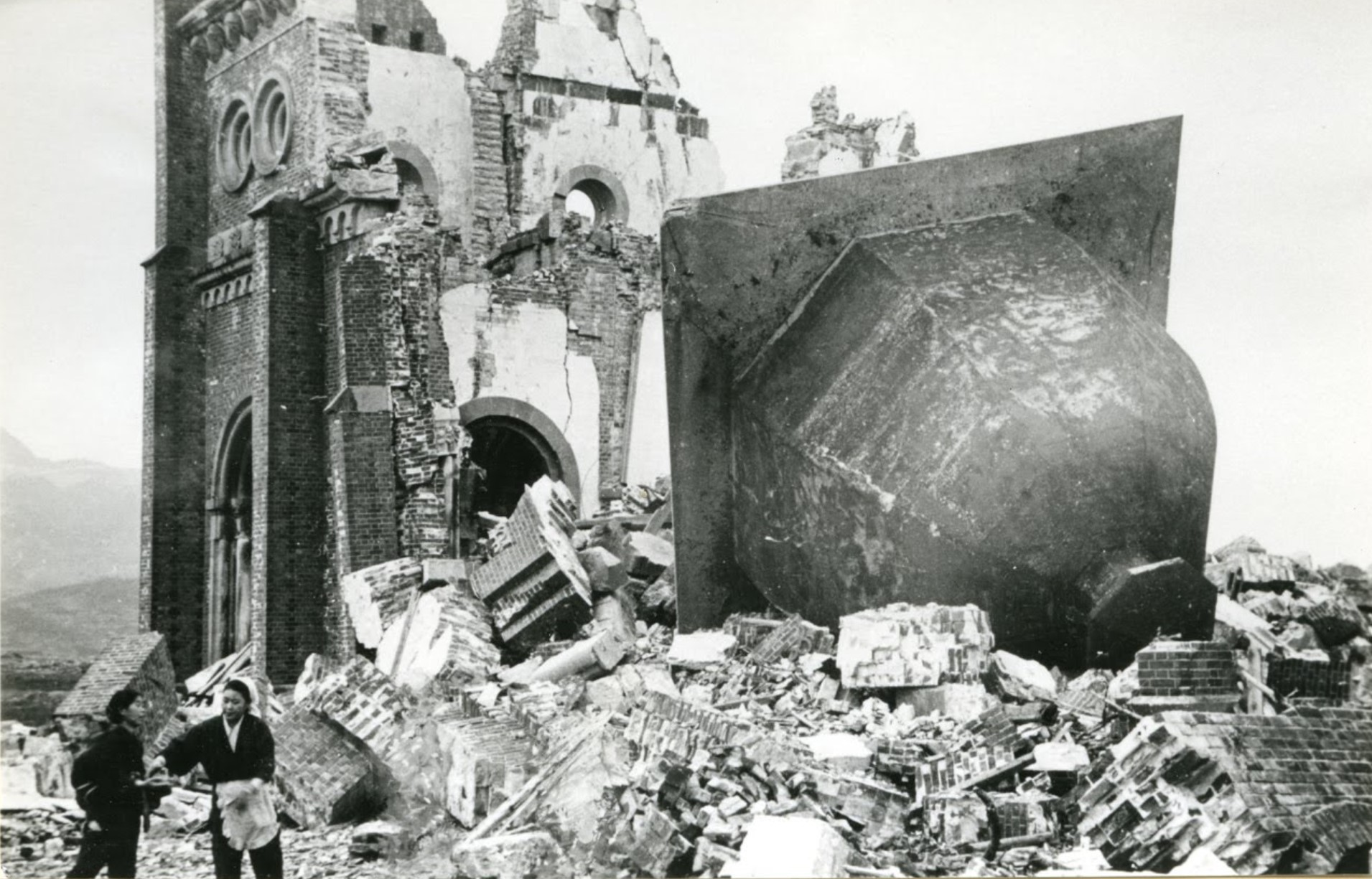
Ruines de la cathédrale d'Urakami (Septembre 1945)

C’est à Urakami, entre les deux usines d’armements appartenant à Mitsubishi, qu’explose le 9 août 1945, peu après 11 heures du matin, à quelque 450 m d’altitude la seconde bombe atomique (appelée Fat Man) larguée par l’armée américaine.
La cathédrale Sainte-Marie d’Urakami, le principal lieu de culte catholique de Nagasaki est touchée et totalement détruite. De nombreux fidèles qui s'y étaient rassemblés pour une cérémonie liturgique préparatoire à la fête de l’Assomption y perdent la vie.
Le roman 'Tsubaki' (écrit en français, 1999) de la romancière japono-canadienne Aki Shimazaki se déroue majoritairement à Urakami et Nagasaki, y compris pendant la seconde guerre mondiale et les Bombardements atomiques d'Hiroshima et de Nagasaki.